# Nogomet na Otočkim igrama 1995.
Gibraltar je 1995. bio domaćinom četvrtog izdanja nogometnog turnira na Otočkim igrama.
Izabrana momčad otoka Wighta je pobijedila, osvojivši po prvi put naslov prvaka na Otočkim igrama.

## Natjecateljski sustav
Igralo se u dva dijela. U prvom dijelu se igralo u dvije skupine jednostrukom ligaškom sustavu, a u drugom dijelu natjecanja se igralo na ispadanje. Momčadi iz dviju skupina su se križale u borbama za plasman. Prvo dvoje iz skupinâ je odlazilo u poluzavršnicu u borbu za odličja, doigravajući unakrižno: pobjednik skupine je igrao s drugim iz druge skupine. Treći iz skupinâ su igrali za 5. mjesto, a četvrti za 7. mjesto.

## Sudionici
Sudjelovalo je 8 momčadi.
- Åland
- Gibraltar
- Grenland
- Guernsey
- Jersey
- Man
- Wight
- Ynys Môn (Anglesey)

## Natjecanje

### Skupina 1
| Mjesto | Momčad   | Ut | Pb | N | Pz | Ps | Pr | RP | Bod |
| 1.     | Grenland | 3  | 2  | 0 | 1  | 6  | 2  | 4  | 4   |
| 2.     | Wight    | 3  | 2  | 0 | 1  | 4  | 2  | 2  | 4   |
| 3.     | Ynys Môn | 3  | 2  | 0 | 1  | 4  | 3  | 1  | 4   |
| 4.     | Man      | 3  | 0  | 0 | 3  | 1  | 8  | -7 | 0   |
| ------ | -------- | -- | -- | - | -- | -- | -- | -- | --- |

### Skupina 2
| Mjesto | Momčad    | Ut | Pb | N | Pz | Ps | Pr | RP | Bod |
| 1.     | Jersey    | 3  | 3  | 0 | 0  | 6  | 1  | 5  | 6   |
| 2.     | Gibraltar | 3  | 1  | 1 | 1  | 6  | 3  | 3  | 4   |
| 3.     | Guernsey  | 3  | 0  | 2 | 1  | 3  | 4  | -1 | 2   |
| 4.     | Åland     | 3  | 0  | 1 | 2  | 3  | 10 | -7 | 1   |
| ------ | --------- | -- | -- | - | -- | -- | -- | -- | --- |

### Susret za 7. mjesto
| Åland | - | Man | 4:1 |

### Susret za 5. mjesto
| Guernsey | - | Ynys Môn | 4:2 |

### Poluzavršnica
| Grenland | - | Wight     | 1:2 |
| Jersey   | - | Gibraltar | 0:1 |

### Za brončano odličje
| Jersey | - | Grenland | 3:3, 6:3 nakon produžetaka |

### Završnica
| Gibraltar | - | Wight | 0:1 |

| Prvaci na Otočkim igrama 1995. |
| ------------------------------ |
| Wight Prvi naslov              |